# 316709 POSS
316709 POSS è un asteroide della fascia principale. Scoperto nel 1997, presenta un'orbita caratterizzata da un semiasse maggiore pari a 3,0109585 au e da un'eccentricità di 0,2931683, inclinata di 8,81620° rispetto all'eclittica.